# Węglarka

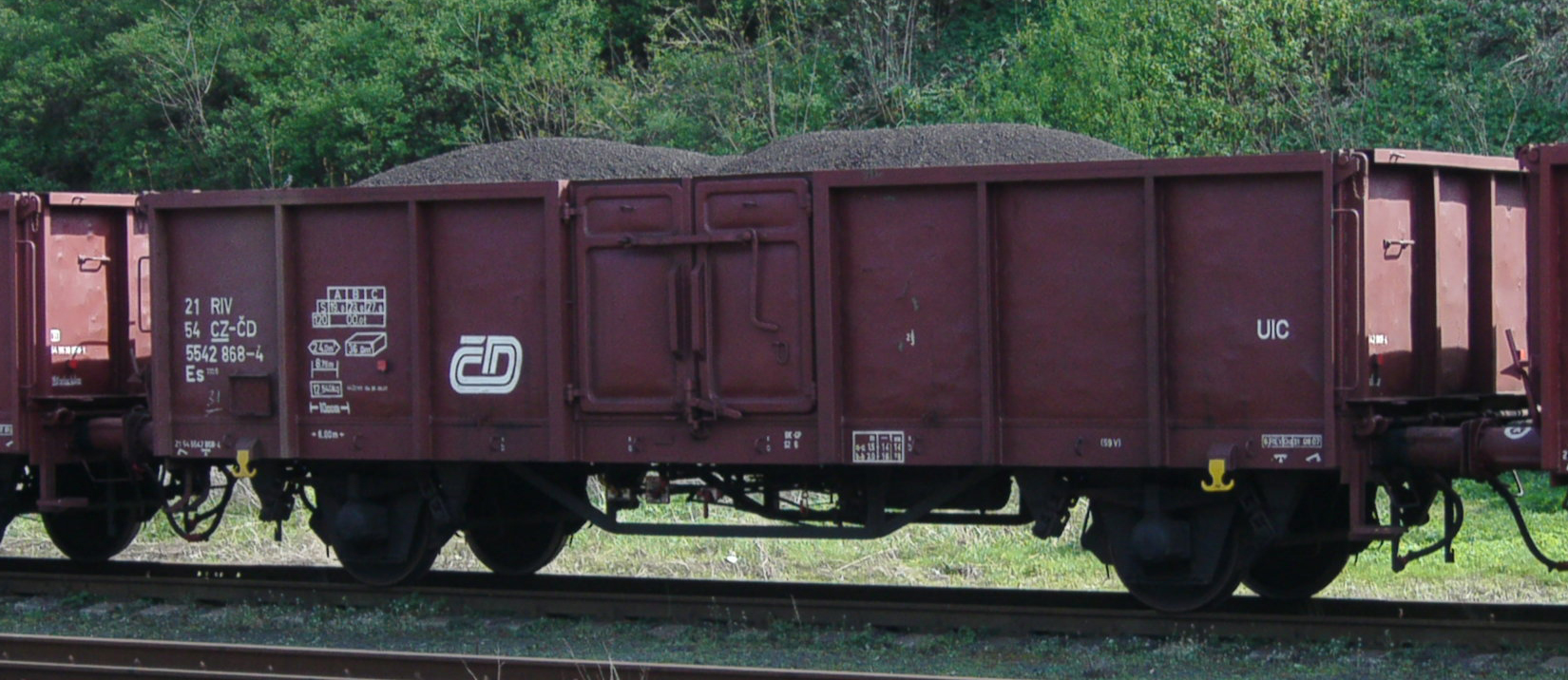
Wagon towarowy do przewozu ładunków masowych

Węglarka – kolejowy wagon towarowy o otwartym od góry nadwoziu (skrzynia ładunkowa) i uniwersalnym zastosowaniu, przystosowany zasadniczo do przewozu ładunków masowych (np. węgiel, kamień, warzywa, drewno), a czasami nawet drobnicy. Załadunek odbywa się ręcznie lub mechanicznie, za pomocą stacjonarnych urządzeń załadunkowych lub ładowarek. Węglarka wyposażona w drzwi boczne może być rozładowywana ręcznie, w transporcie masowym stosowany jest zwykle rozładunek mechaniczny na wywrotnicy. W przypadku przewożenia ładunków wrażliwych na warunki atmosferyczne lub pylących węglarka nakrywana jest oponą wagonową.                         